# Carlus Padrissa
Carlus Padrissa (Balsareny, 13 de abril de 1959) es un director de escena español, conocido por ser uno de los seis directores artísticos de La Fura dels Baus, una de las compañías de teatro consideradas más innovadoras del panorama escénico español, fundada en 1979. De la primera época destacan obras como Accions (1984), Suz/O/Suz (1985), Tier Mon (1988), Noun (1990) y MTM (1994), que consolidaron el trabajo de La Fura dels Baus. En las travesías de su barco Naumon, ha desarrollado el concepto de ópera esférica con la creación de 8 óperas nuevas y 30 óperas de repertorio. Sus dibujos iniciales son los que marcarán la dirección artística de las obras que se representarán tanto en un escenario, como en la calle.

## Óperas
Los primeros trabajos de Carlus Padrissa en el terreno de la ópera y en colaboración con Àlex Ollé y el artista plástico Jaume Plensa fueron La Atlántida (1996), de Manuel de Falla y El Martirio de San Sebastián (1997), de Claude Debussy. Siguieron La Damnation de Faust, de Héctor Berlioz, invitados en el prestigioso Festival de Salzburgo de 1999 por Gerard Mortier, que se convirtió en su principal valedor artístico; La Flauta Mágica (2003), de Mozart, con la sustitución de los diálogos convencionales por textos filosóficos de Rafael Argullol,  en la primera edición de Biennal del Ruhr; El castillo de Barbazul (2007), de Bártok, y Diario de un desaparecido (2007), de Janacek, en coproducción de la Opera Garnier de París y el Gran Teatro del Liceo de Barcelona. 
Su peculiar manera de entender la ópera como la obra de arte global, en la que la luz sustituye a las gigantes escenografías de cartón piedra, le ha llevado a tener una relación muy especial con las óperas de Wagner y el director musical indio Zubin Mehta. Su relación nació durante la producción de la tetralogía de El anillo del Nibelungo de Richard Wagner: El Oro del Rhin, la Valquíria(2007) y Siegfried (2008), que se estrenaron en el Palau de les Arts de Valencia,  El ocaso de los Dioses (2009) en el Maggio Musicale Fiorentino y Tannhäuser (2010) en la Scala de Milán. Coincidiendo con el bicentenario de Wagner realiza la puesta en escena de "Parsifal" (2013) en la ópera de Colonia y una reducción a piano de las escenas de Amfortas "Parsifal 13/14: un viaje en el tiempo y en el espacio" en el Gran Teatro del Liceo de Barcelona en motivo del centenario de la primera representación de Parsifal fuera del Festival de Bayreuth en el fin de año de 1913.
Con Àlex Ollé codirigió la opera Ascenso y caída de la ciudad de Mahagonny (2010) de Kurt Weill en el teatro Real de Madrid, que se ha representado en el Bolshoi de Moscú y en el Teatro Mégaron de Atenas.
En 2008 dirigió Michael Reise um die Erde, de ￼￼Stockhausen, producido por el festival de primavera de Viena, la Ópera de Colonia, la Biennal de Venecia y el Festival de Otoño de Paris. En la Quincena musical de San Sebastián estrenó Carmina Burana (2009). En el Palau de les Arts de Valencia y el Mariinsky de San Petersburgo, con dirección musical de Valery Gergiev estrenó Les Troyens (2009) de Berlioz. En el Palau de les Arts estrenó Trilogia romana (2011) de Ottorino Respighi en colaboración con el realizador de video Emnanuel Carlier. También en 2011, presentó Orfeo ed Euridice de Gluck, en el 25 festival de Peralada. En diciembre de 2011, también con Zubin Mehta, estrenó la versión inacabada de Turandot de Puccini en la Bayerische Staatsoper de Múnich. En agosto de 2012 estrenó Oresteia de Xenakis en el auditorio del Suntory hall de Tokio. En el año 2013 junto a Alex Ollé presentaron Aida  de Verdi en el coliseo romano de Verona. En el verano del año 2014 presentó Elektra, de Richard Strauss, en Umêa, una ciudad situada al norte de Suecia a 300 km del círculo polar. En julio del año 2015 estrenó en la plaza de toros de Granada su versión del Amor Brujo, de Manuel de Falla, con imágenes de José Val del Omar. En noviembre de 2015 inauguró la temporada de ópera de Colonia con la opera Benvenuto Cellini, de Berlioz, en la que reflexiona sobre la relación de arte y poder. El escenógrafo Roland Olbeter y el estilista Chu Uroz son sus colaboradores habituales.
Ha participado en el estreno mundial de 8 óperas de nueva creación: DQ. Don Quijote en Barcelona (2000) de José Luis Turina, producción del Gran Teatro del Liceo de Barcelona, dirigida junto a Àlex Ollé. En solitario ha dirigido  Auf den Marmolkippen (2002) de Giorgio Battistelli, producción de la Opera de Manheim, Sonntag aus licht (2011) de Karl Stockhausen producción de la ópera de Colonia, Babylon (2012) con música Jörg Widmann y libreto del filósofo Peter Sloterdijk producción de la Bayerische Staatsoper en Múnich que se estrenó el 27 de octubre de 2012, el mismo día que murió Hans Werner Henze, en la capital Babiera. Wagner versus Verdi (2013) producción de la Bayerische Staatsoper con música de Moritz Eggert y libreto de Marc Rosich,  Der kleine Harlekin (2014) de Karl Stockhausen estrenada en Viena, Cantos de Sirena (2015) de Howard Arman y Marc Rosich estrenada en la ópera de Lucerna ( Suiza) y Terranova (2016) de Moritz Eggert y libreto de Stefan Griebl estrenada en la ópera de Linz.

## Macro espectáculos
Fue impulsor en solitario de la participación de La Fura dels Baus en la ceremonia de inauguración de los Juegos Olímpicos de Barcelona 1992, en la que dirigió, junto a Àlex Ollé y la colaboración de Hansel Cereza, Jordi Arús, Miki Espuma y Pere Tantinyà, Mar Mediterrani, mar Olímpic, con música sinfónica compuesta y dirigida por Ryūichi Sakamoto. Fue el creador del Esser del Mil.lenni. (2000) una figura humana de quince metros de altura formada por cien mujeres y hombres que juntos forman un andrógeno colectivo que abre sus brazos al nuevo milenio. El "ser del milenio"  se ha levantado de nuevo en la celebración de fin de año del 2000, 2013 y 2014.
En la creación y dirección de grandes espectáculos destacan la celebraciones multitudinarias del Bicentenario del 2 de mayo de Madrid, con el macro espectáculo Los fusilamientos de Goya (2008), al que asistieron medio millón de personas. . Flores Cósmicas abrió el también Bicentenario de Uruguay (2011). Por encargo de Shanghái 2010, junto con Àlex Ollé, estrenó Window of the City, espectáculo creado para ser representado diariamente durante toda la exposición universal. 

## El Naumon, un gran escenario flotante

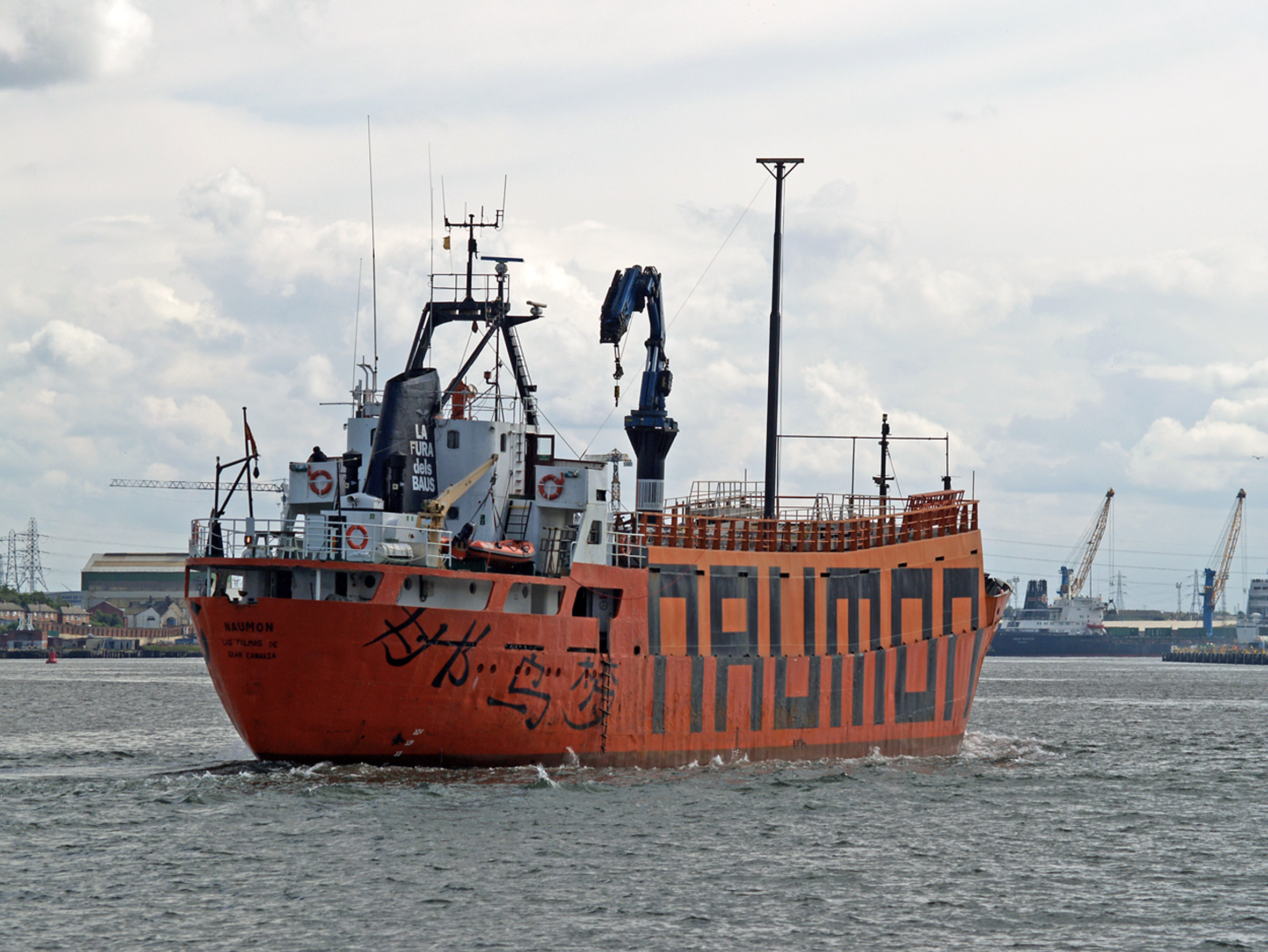
El Naumon

Entre sus producciones está la conversión de un barco carguero en un escenario ambulante capaz de albergar desde una ópera, a uno de los grandes espectáculos que la compañía realiza alrededor del mundo. Carlus Padrissa se encargó de la dirección artística y armador del barco Naumon (2003), un viejo carguero de 60 metros de eslora y 1100 toneladas de peso reconvertido en moderno centro cultural flotante que ha navegado más de 40.000 millas desde el océano Atlántico pasando por el Mediterráneo hasta llegar al mar de la China. En sus bodegas se estrenó Orfeo (2007) de Monteverdi en el 400 aniversario de la primera ópera de repertorio.
La Fura dels Baus puso en marcha su aventura marítima del Naumon en 2003. La Generalitat financió entonces parte de esta travesía con una subvención de 680.000 euros que otorgaron los departamentos de Presidencia, Cultura y el de Industria, Comercio y Turismo. La nave, de 60 metros de eslora, empezó su periplo en Génova con el 25º aniversario de la compañía, y hasta 2009 había recalado, entre otras ciudades, en Lisboa (Portugal), Venecia (Italia),  Newcastle (Reino Unido), Beirut (Líbano), Tánger (Marruecos) y Kaohsiung (Taiwán). En 2009 un juzgado de Barcelona dictó el embargo de la nave. La deuda fue pagada a plazos gracias a las actuaciones que los gadgets o elementos escenográficos construidos o almacenados en el barco pudieron realizar de manera independiente en eventos realizados en todo el mundo.  
En 2009 el Naumon se encontraba en Duisburgo (Alemania) donde fue utilizado para proyectos de jóvenes emprendedores culturales.  En mayo de 2010 el barco es el protagonista de Global Rheingold  el macroespectáculo de inauguración de la Capital Europea de la Cultura Ruhr 2010.
En septiembre de 2015 el Naumon debía remontar hasta colonia para estrenar "Das lied der frauen vom fluss" (Cantos de Sirena) en su bodega situada a 2 metros bajo el agua del río Rin , dentro de la temporada 15/16 de la Oper Köln, pero no pudo hacerlo a causa de la falta de agua del río.
En 2018 el Naumon es seleccionado por la comisión del Quinto Centenario primera vuelta al mundo como protagonista  del proyecto Sfera Mundi. 

## Otros trabajos
En 2011 presentó en la Biblioteca de Catalunya codirigido con Isidro Ortiz su revisión de la obra más conocida de Àngel Guimerà, Terra Baixa Reload, un montaje que combina el cine con el teatro y en el que el papel protagonista recae en una mujer, Marta, encarnada por la actriz Marina Gatell.